# Таказов, Сослан Валерьевич
Сосла́н Вале́рьевич Така́зов (род. 28 февраля 1993, Лескен, Северная Осетия, Россия) — российский футболист, защитник «Амкара».

## Карьера
В 10 лет перебрался в Москву, где жил у дяди и занимался в школе «Торпедо». Когда школа начала распадаться, перешёл в «Динамо». Профессиональную карьеру начал в 2011 году в «Алании». В феврале 2014 года пополнил ряды «Амкара». В Премьер-лиге дебютировал 4 августа в матче против «Терека» (0:4), заменив на 70-й минуте Петара Занева. Сезон 2015/16 провёл в аренде в «Тюмени». В феврале 2017 года был арендован «Волгарём» до конца сезона. По окончании сезона был выкуплен астраханским клубом. В феврале 2018 года перешёл в «Луч». В июне того же года подписал контракт с «Балтикой». В январе 2019 года пополнил ряды «Армавира». Летом того же года перешёл в «Тамбов». В 2021 году подписал контракт с «Кубанью». В феврале 2025 года вернулся в «Амкар».

## Достижения
- Серебряный призёр Первой лиги: 2011/12
- Победитель 1-й зоны Второй лиги: 2020/21